# Estação Ferroviária do Tua
A Estação Ferroviária do Tua é uma interface da Linha do Douro, situada no concelho de Carrazeda de Ansiães, em Portugal. Foi inaugurada em 1 de Setembro de 1883, serviu de entroncamento com a Linha do Tua (via estreita) desde 29 de Setembro de 1887 até 2008, ano em que foi desactivado o troço desta linha entre Tua e Cachão.

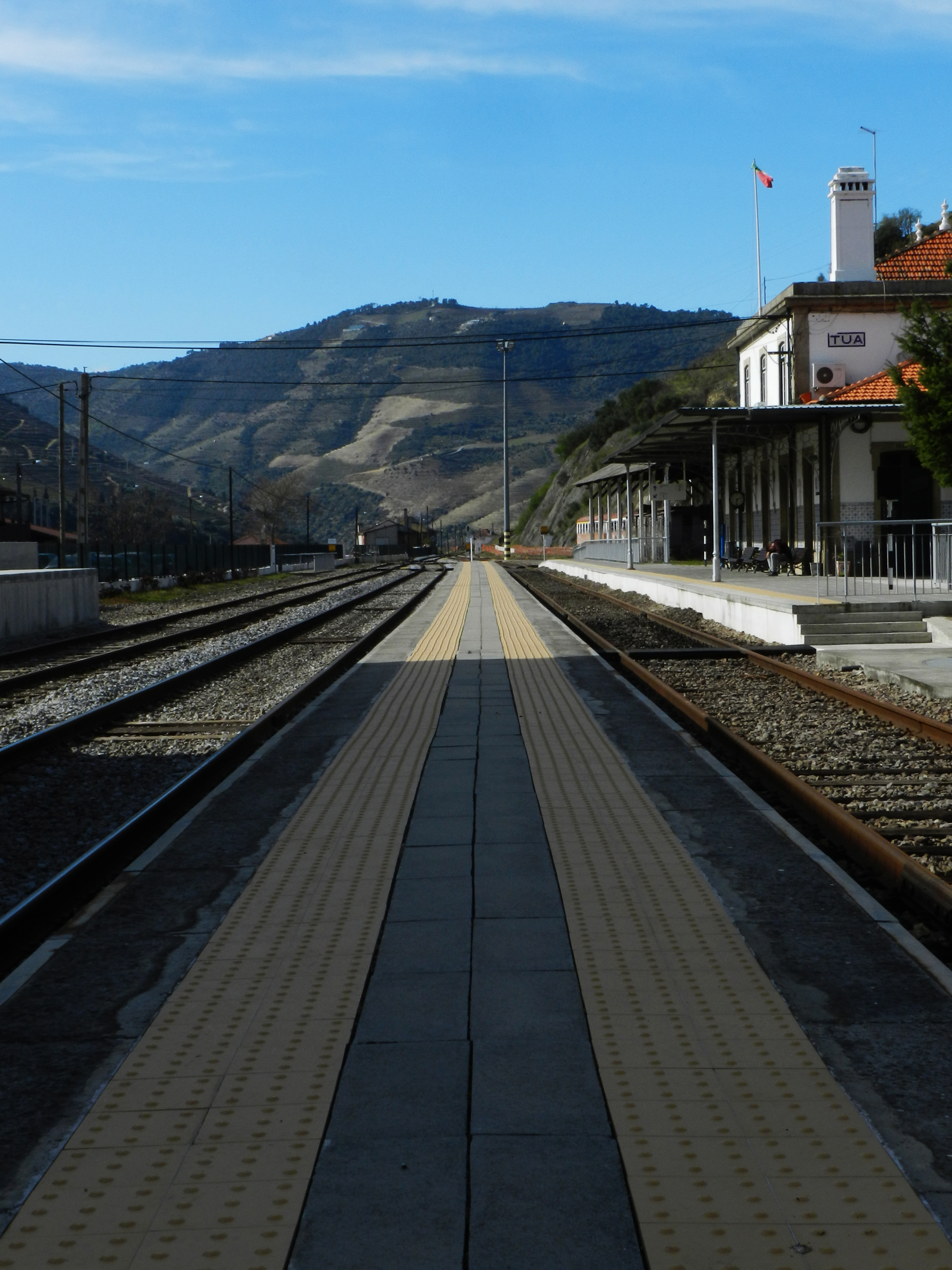
Aspeto das plataformas, em 2019.

## Descrição

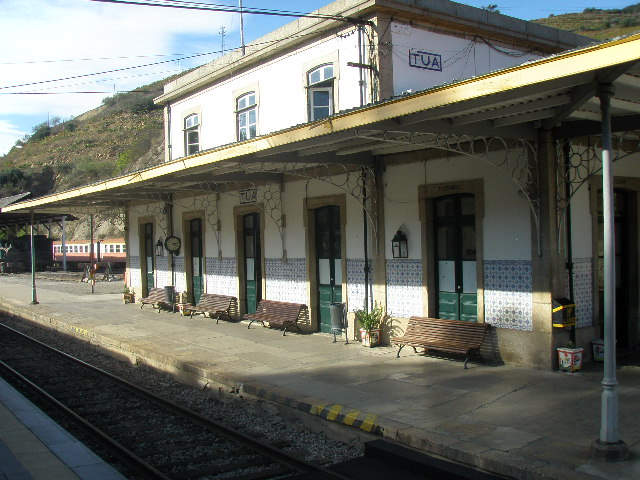
Edifício da estação, em 2007.

### Localização e acessos
Esta gare situa-se na antiga freguesia de Castanheiro, com acesso pela Rua da Estação.

### Infraestrutura
O edifício de passageiros situa-se do lado norte da via (lado esquerdo do sentido ascendente, a Barca d’Alva). Em Outubro de 2004, esta interface apresentava a classificação E da Rede Ferroviária Nacional (Estação), classificação que se mantinha em 2012.
Esta interface apresenta três vias de circulação, identificadas como I, II, e III, com comprimentos de respetivamente 266, 274, e 363 m; as duas primeiras são acessíveis por plataformas com comprimentos de 94 e 190 m, ambas com altura de 685 mm; existem ainda duas vias secundárias, identificadas como Topo G1 e Topo G6, com comprimentos de 110 e 96 m.
Em Janeiro de 2011, existia neste interface um sistema de informação ao público e de abastecimento de gasóleo, prestado pela Rede Ferroviária Nacional.

### Serviços
Em dados de 2023, esta interface é servida por comboios de passageiros da C.P. de tipos regional e inter-regional, com seis circulações diárias em cada sentido, entre Pocinho e Régua ou Porto-Campanhã ou Porto-São Bento.

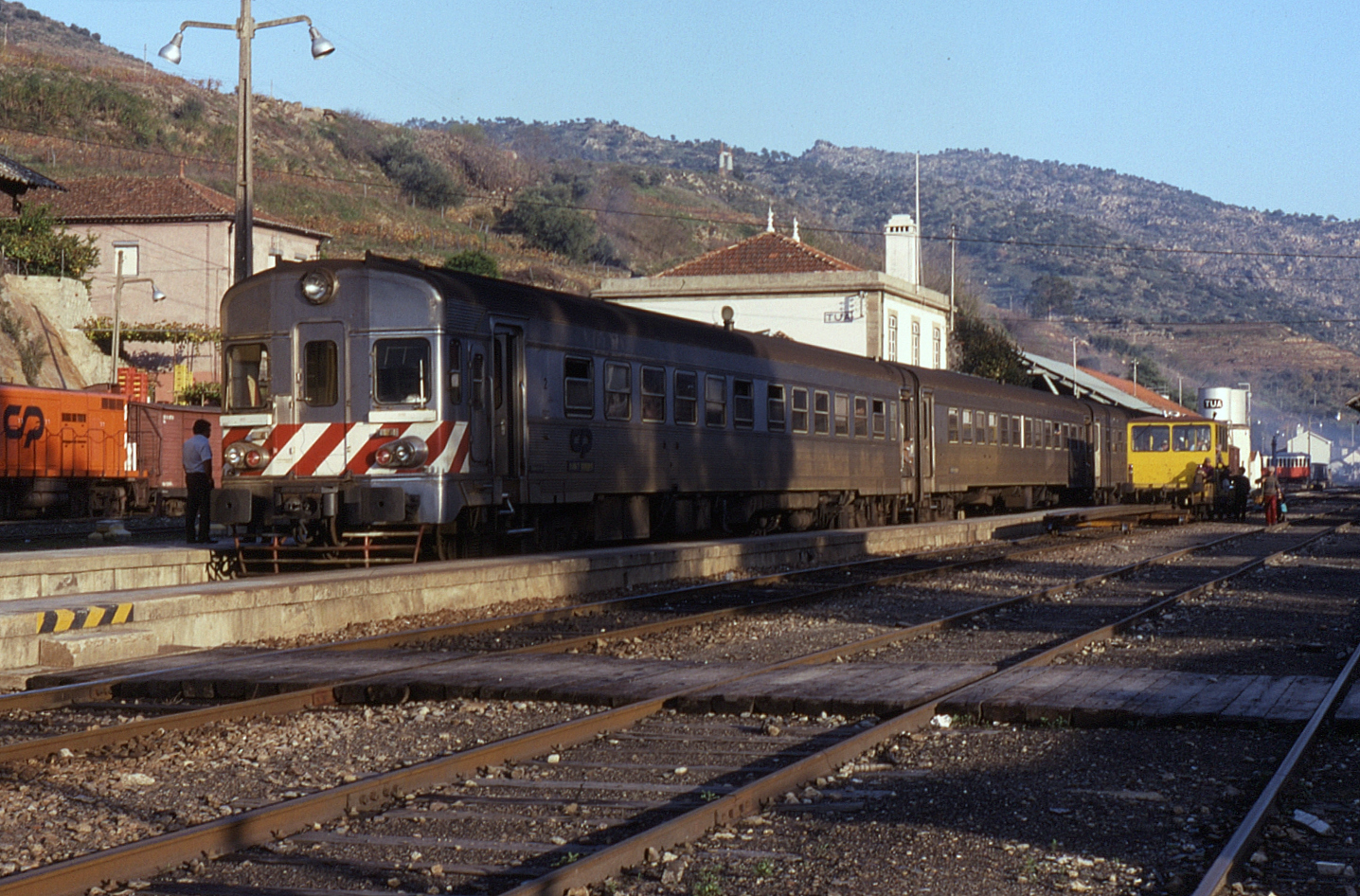
Gare de via larga, em 1993.

## História

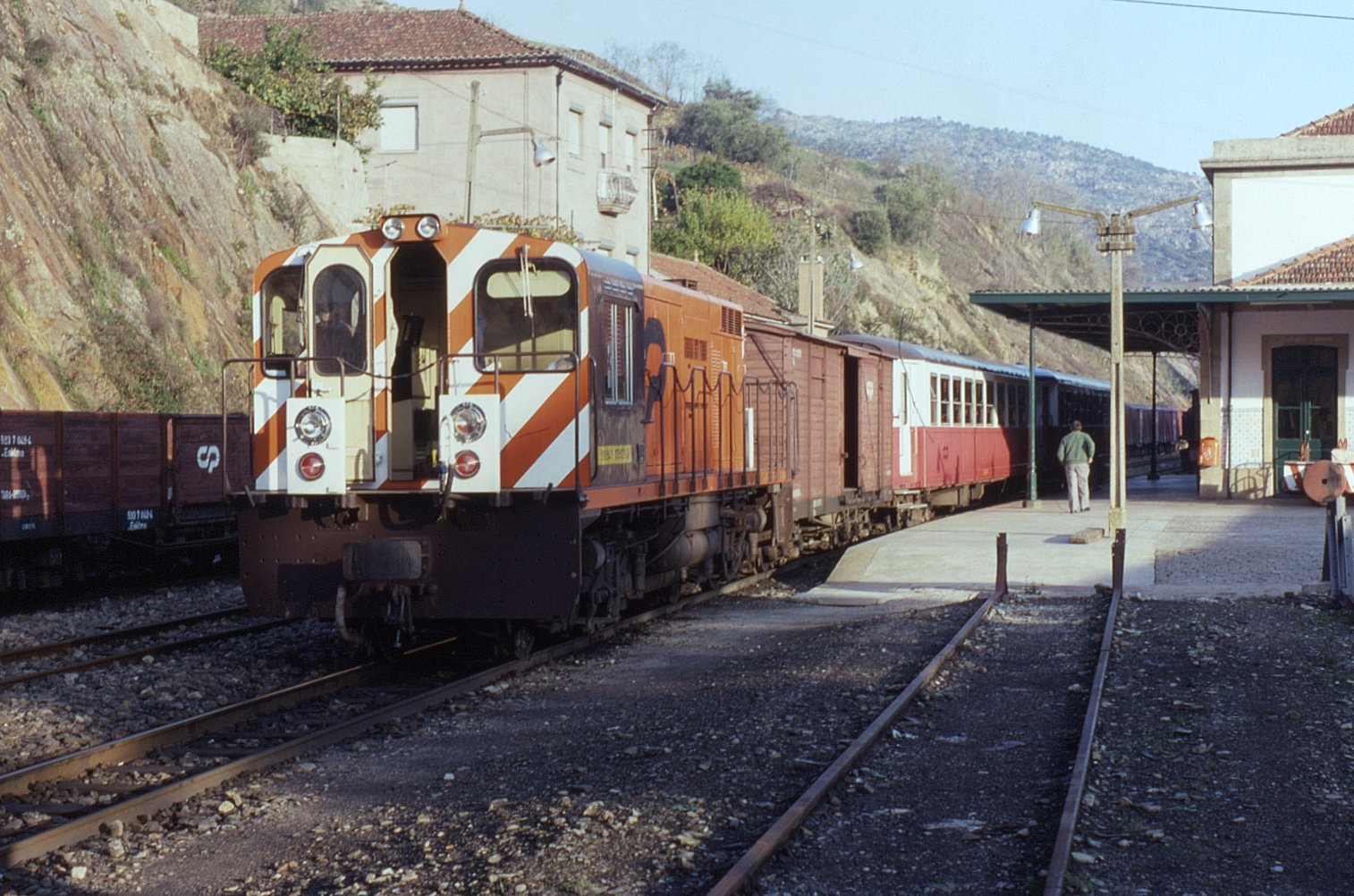
Gare de via estreita, em 1993

### Inauguração e ligação à Linha do Tua
Entre 1876 e 1878, a Associação dos Engenheiros Civis apresentou três grandes planos onde foi proposta a construção de várias linhas férreas, tendo o primeiro alvitrado a continuação da Linha do Douro até ao Pocinho, de onde viraria até Sul para se ligar à Linha da Beira Alta em Vila Franca das Naves. Do Pocinho sairia uma outra via férrea que seguiria parcialmente o vale do Rio Sabor até Bragança. No segundo plano, de Fevereiro de 1877, já surge o vale do Rio Tua como corredor alternativo ao do Sabor, e no terceiro, apresentado em Agosto desse ano, deu-se preferência ao percurso pelo Tua, com passagem por Mirandela e Macedo de Cavaleiros. Nesta altura, apenas o lanço até ao Pinhão estava a ser construído, mas já se planeava o seu prolongamento até Foz-Tua, e uma lei de 23 de Junho de 1880 ordenou o prolongamento da via férrea até à fronteira com Espanha em Barca de Alva, permitindo a continuação das obras. Assim, em 1 de Setembro de 1883, foi aberto à exploração o lanço entre o Pinhão e Foz-Tua, ficando esta última estação como terminal provisório da Linha até à entrada ao serviço do troço seguinte, até ao Pocinho, em 10 de Janeiro de 1887.
Em 1882, foi aberto o concurso para Linha do Tua, de via estreita, entre Foz Tua e Mirandela O primeiro troço da Linha do Tua, entre esta estação e Mirandela, foi inaugurado em 27 de Setembro de 1887, tendo sido organizado um comboio especial para a cerimónia. Este troço só abriu à exploração 2 dias depois, pela Companhia Nacional de Caminhos de Ferro.

### Século XX
A estação de Tua foi servida pelo Comboio Porto-Medina, que circulou cerca de 1904 até ao princípio da Primeira Guerra Mundial, em 1914, unindo a São Bento a Medina del Campo. De forma a dar ligação a este serviço, a Companhia Nacional de Caminhos de Ferro criou um comboio rápido de Bragança a Tua. O Porto-Medina foi reatado em 1919, mas foi pouco depois foi definitivamente cancelado, devido à falta de combustível. Outro motivo para o cancelamento deste comboio foi a reduzida procura além da Régua, devido à falta de coordenação com as diligências e autocarros nas estações, incluindo Foz-Tua.
Em 1913, existiam carreiras de diligências entre Carrazeda de Ansiães e a estação ferroviária de Tua.

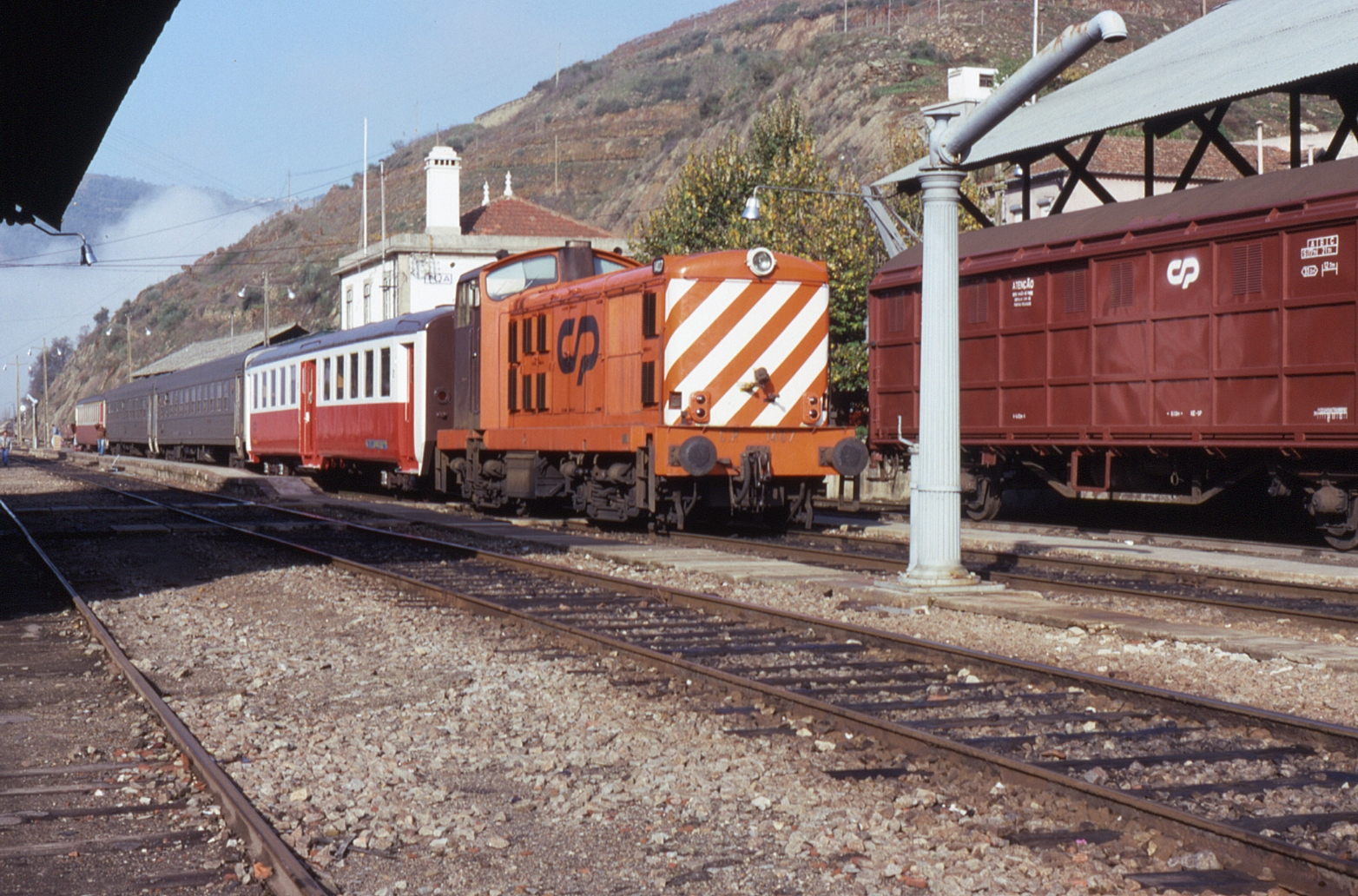
Comboio InterRegional da Linha do Douro na estação do Tua, em 1993.

Em 1932, estava planeada a construção de uma ponte rodoviária sobre o Rio Tua, que se previa que iria facilitar o acesso de vários concelhos do Distrito de Vila Real à estação de Foz-Tua. Entre as obras aprovadas pela Junta Autónoma das Estradas para o exercício de 1934 a 1935, estava a execução de terraplanagens e da camada de fundação no troço de estrada entre esta estação e a margem esquerda do Rio Tua. Em 1935, a Companhia Nacional realizou obras de conservação nas habitações do pessoal da estação, e em 1939 reparou os dormitórios do pessoal do Serviço do Movimento e Tracção. Em 1 de Novembro de 1949, já tinham sido distribuídos os novos carris de 40 kg/m, para a renovação da via entre Chanceleiros e Foz-Tua, de forma a aumentar a velocidade dos comboios naquele troço.
Em meados do século XX, a maior parte do movimento na Linha do Douro processava-se até Foz-Tua, enquanto que o troço desde esta estação até Barca de Alva apresentava uma procura muito menor, devido principalmente à falta de acessos às estações, uma vez que as únicas gares servidas por estradas naquele troço eram as de Foz-Tua, Pocinho e Barca d’Alva. Em Setembro de 1955, foram feitas viagens especiais de Foz-Tua a Bragança e no sentido inverso, para experimentar uma nova classe de automotoras.
A estação do Tua foi um importante ponto de embarque de produtos agrícolas.

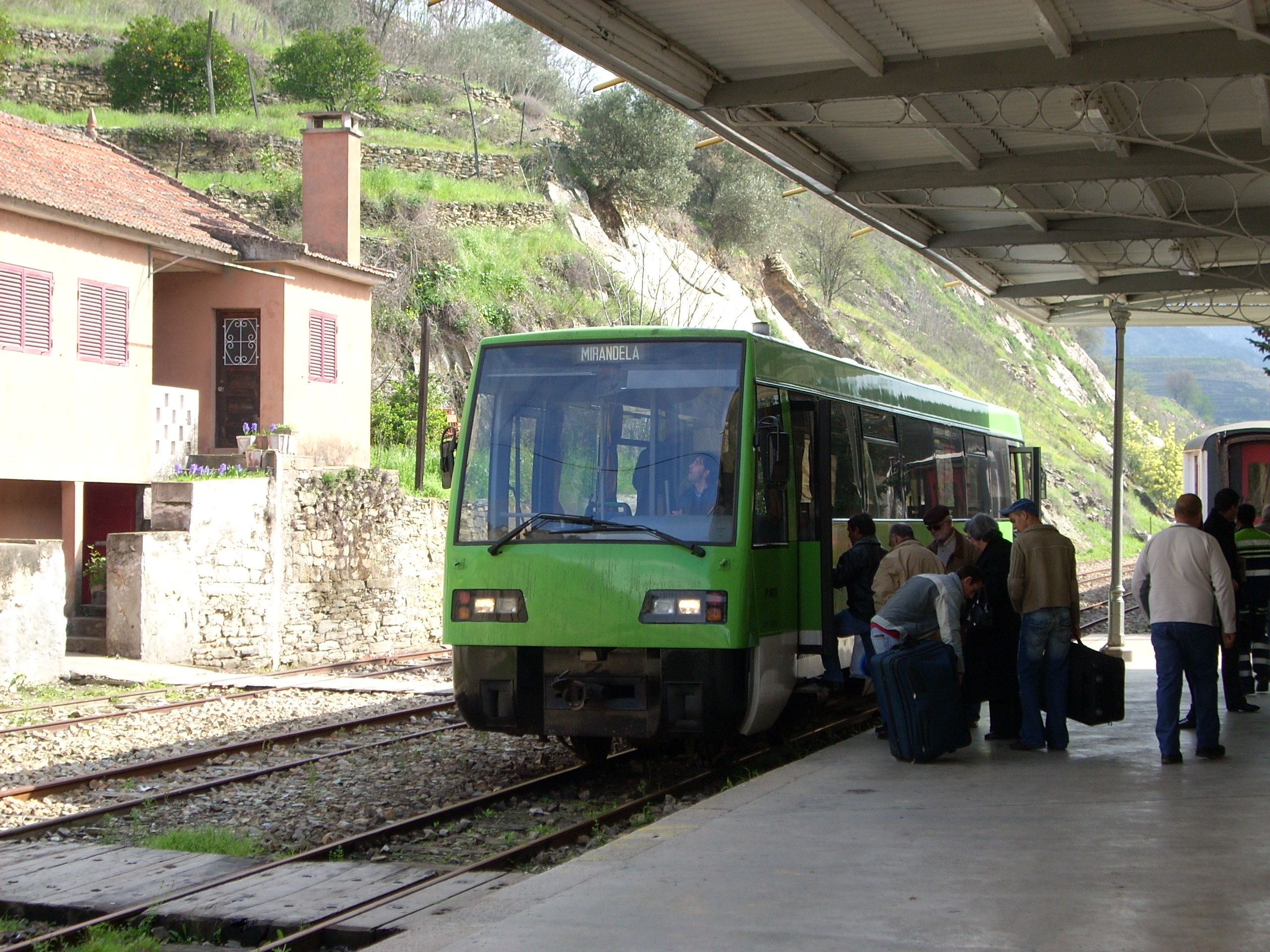
Gare de via estreita, em 2008.

#### Ligações planeadas a outras linhas
Em 1917, estava prevista a construção de um caminho de ferro entre Foz-Tua e Viseu, de forma a ligar a Linha do Tua à Linha do Dão, igualmente de bitola métrica e gerida pela Companhia Nacional, e à rede do Vouga.

### Século XXI
Em 2008, foi suspensa a circulação ferroviária no troço entre Foz-Tua e Cachão, após um acidente.

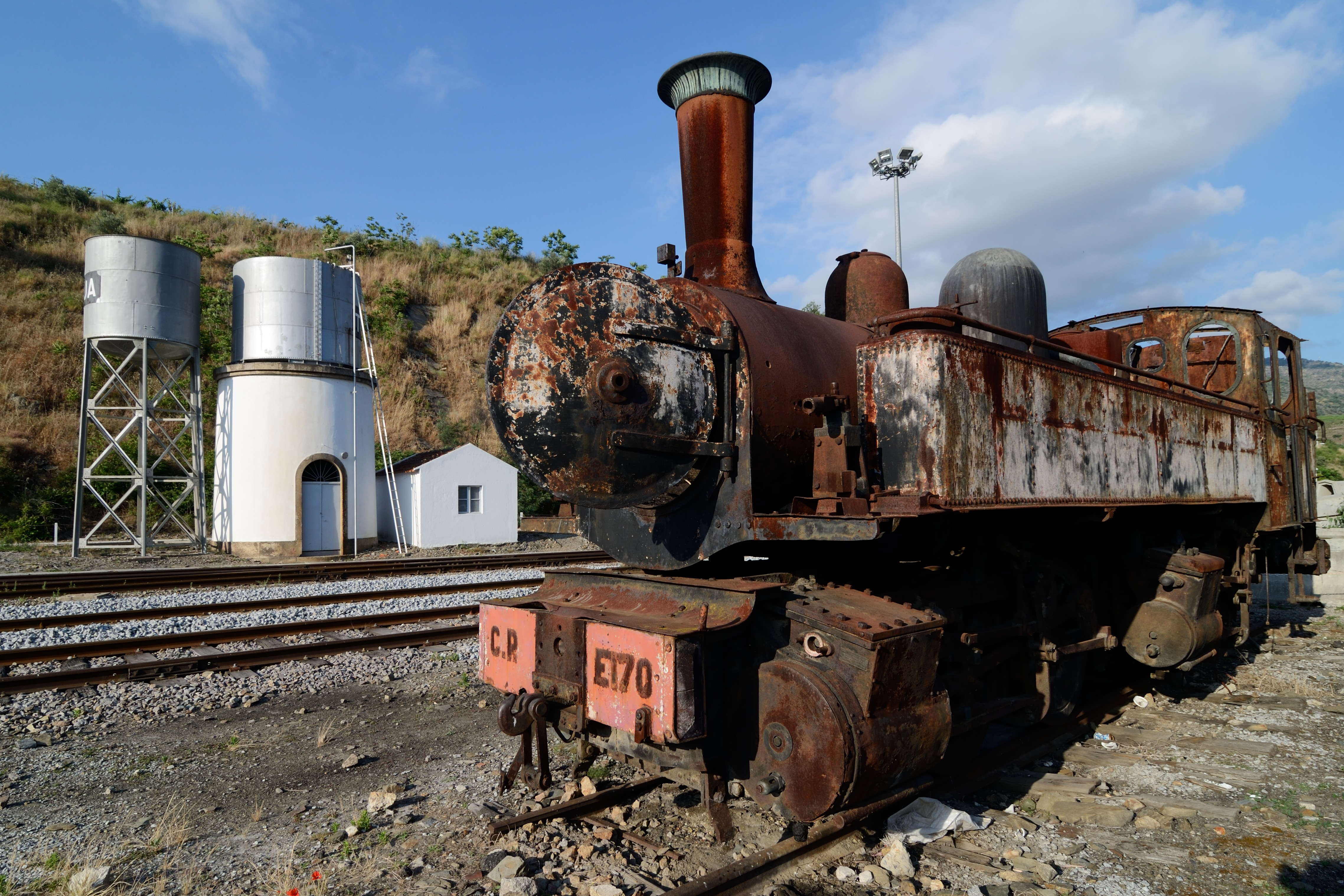
Património ferroviário nesta estação, em 2013.

Em Agosto de 2009, ocorreu um incêndio nesta estação, destruindo duas carruagens do tipo Napolitano (em bitola métrica) e danificando parte do armazém de mercadorias.

Em Janeiro de 2011, esta interface contava com três vias de circulação, com 348, 641 e 633 m, e duas plataformas, que apresentavam 114 e 99 m e 35 cm,valores mais tarde alterados para os atuais.

## Ver também

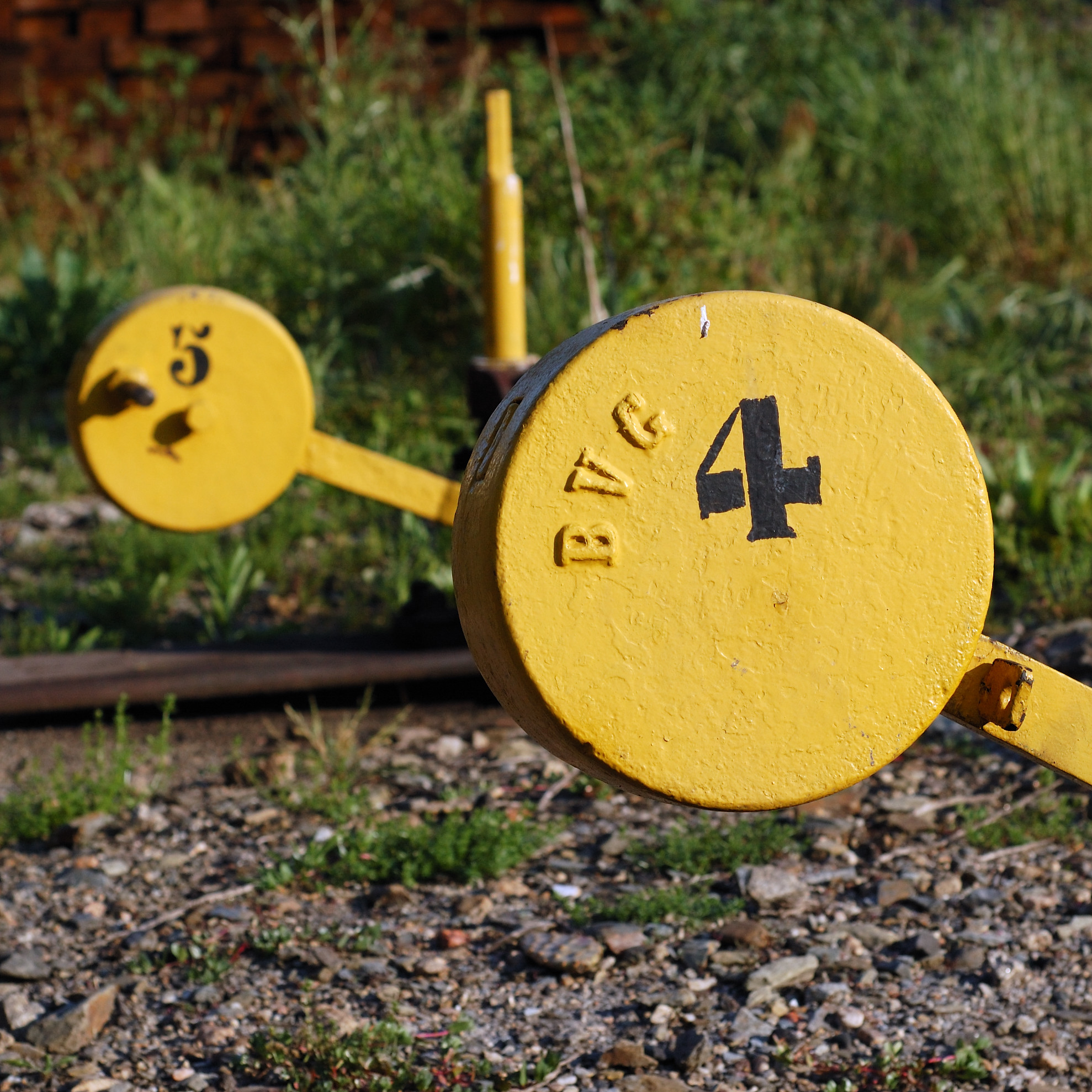
Manípulos de APVs na estação do Tua.